# La Caure
La Caure je francouzská obec v departementu Marne v regionu Grand Est. Žije zde 99 obyvatel.

## Geografie

### Sousední obce
| Růžice kompasu | Corribert               |             | Montmort-Lucy | Růžice kompasu |
| Růžice kompasu | La Chapelle-sous-Orbais | Sever       |               | Růžice kompasu |
| Růžice kompasu | La Chapelle-sous-Orbais | La Caure    |               | Růžice kompasu |
| Růžice kompasu | La Chapelle-sous-Orbais | Jih         |               | Růžice kompasu |
| Růžice kompasu |                         | Champaubert | Congy         | Růžice kompasu |